# Alicia Warlick
Alicia Warlick (ur. 11 października 1977 w Tulsie) – amerykańska lekkoatletka specjalizująca się w skoku o tyczce.

## Kariera
W 2000 zajęła 6. miejsce w amerykańskich kwalifikacjach na igrzyska olimpijskie w Sydney, nie uzyskując prawa startu na tej imprezie. Rok później zdobyła brązowy medal w halowych mistrzostwach kraju oraz srebro w mistrzostwach USA na otwartym stadionie, dzięki czemu zakwalifikowała się na mistrzostwa świata w Edmonton. Jako jedna z trzech zawodniczek (obok rodaczki Tracy O’Hary oraz Urugwajki Déborah Gyurcsek) nie zaliczyła w eliminacjach żadnej wysokości i tym samym nie awansowała do finałowej „12”.

## Rekordy życiowe
- skok o tyczce – 4,50 (2001)
- skok o tyczce (hala) – 4,36 (2001)